# 五匹の紳士
五匹の紳士 е японски филм от 1966 година, криминален екшън на режисьора Хидео Гоша по негов сценарий в съавторство с Ясуко Оно.
В центъра на сюжета е мъж, наскоро излязъл от затвора, който е нает от свой съкилийник да убие трима души, но след като те са убити от други гангстери е неволно се сближава с техни близки, като в същото време е въвлечен в търсенето на плячката от обир, в който са участвали години по-рано. Главните роли се изпълняват от Тацуя Накадаи, Куние Танака, Ичиро Накатани, Миюки Кувано.